# 五つ星ツーリスト〜最高の旅、ご案内します!!〜
『五つ星ツーリスト〜最高の旅、ご案内します!!〜』（いつつぼしツーリスト さいこうのたび、ごあんないします）は、2015年1月8日から3月まで、毎週木曜日23:59 - 翌0:54に、読売テレビ制作・日本テレビ系の「木曜ドラマ」枠で放送されていた日本のテレビドラマ。
京都市にある旅行会社を舞台に、窓際社員と新人社員が繰り広げる1話完結のコメディドラマである。
2015年11月7日には劇場版『五つ星ツーリスト THE MOVIE 〜究極の京都旅、ご案内します!!〜』（いつつぼしツーリスト ザ・ムービー きゅうきょくのきょうとたび、ごあんないします）も制作され、「島ぜんぶでおーきな祭 第7回沖縄国際映画祭」での披露を経て日本全国で順次公開された。

## あらすじ
「サンセットツアーズ西日本支社」の新入社員・佐竹一郎と、「伝説のトラベルマスター」と呼ばれていたにもかかわらず窓際部署に移された高瀬京香、京都の道を完全に把握しているバツイチのタクシードライバー・川端哲男の3人を中心に、京都観光の魅力をコメディータッチで描く。

## キャスト

### サンセットツアーズ 西日本本社

#### 主要人物
高瀬 京香（たかせ きょうか）
演 - 渡辺直美
京都に関する情報に精通し、かつては優秀なプランナーとして社内で「伝説のトラベルマスター」と呼ばれていた切れ者社員。東京本社時代、自身が企画したツアーに一般客として元カレと参加した際に他の客から出たクレームがきっかけで、客一人一人が満足するツアーについて真剣に考えるようになった。それにより上司との衝突で西日本本社へ異動になり、中央管理センターへ配属された。左遷後もその実力は衰えず、京都を訪れる観光客のどんな希望も叶えることができる。
パズルが大好きで、常時様々な種類のパズルで遊んでいる。京都の老舗旅館「夕里」と強いコネクションを持つ。

佐竹 一郎（さたけ いちろう）
演 - 山本裕典
営業部京都観光課新入社員。旅行といえば海外旅行という家庭で育ち、京都はおろか国内旅行の知識も一切なかった。初仕事で窮地に陥っていたところを高瀬らに助けてもらい、それ以降中央管理センターの力を借りながら次々とツアーガイドの仕事をこなしていく。
東京本社海外旅行課への異動を希望していたが、その腕を見込まれ、最終的には桜庭により中央管理センターへ異動となった。

川端 哲男（かわばた てつお）
演 - 寺島進
中央管理センターに入り浸るバツイチの契約ドライバー。京都の道を知り尽くしている。元営業部社員。
かつては東京本社に勤務しており「鬼の川端」として社内でも一、二を争う実力の持ち主だった。西日本支社に異動してもなおその営業スタイルは変わらなかったが、無茶な条件を提示してくる取引先の社員に暴力をふるうなどの問題を起こしていた。更に、仕事一筋で家庭を顧みなかったことで離婚した。会社を追放された後も、事ある毎に宮田に説教をしている。
高瀬に好意を抱いており、「京香ちゃん」と呼んで何かとなれなれしく接しているが、毎度のようにそっけない態度を取られる。

#### 中央管理センター
沢村 紅葉（さわむら もみじ）
演 - 高月彩良
普段は粗暴な態度で佐竹に接するが、舞妓修行やツアーガイドの経験を活かし、高瀬と佐竹が関わる個人団体旅行の手助けをする。
桜庭 兵一（さくらば ひょういち）
演 - 綾田俊樹
センター長。常に自分のデスクで寝ているが、多趣味で、時にはヒントになるような発言をする。常務まで上り詰めた後、自分でその実績を認めた社員らを集めた部署として、中央管理センターを設立した。

#### 営業部京都観光課
宮田 正（みやた ただし）
演 - 星田英利
課長。東京出身、家柄、高学歴などに強い嫉妬心があり、部下の佐竹に辛く当たる。佐竹が中央管理センターとの関係を深めているのを快く思っていない。
常に自己保身に動き、佐竹の手柄まで自分のものとするほどだったが、川端に何度も説得されたことでその考え方を変える。
木村 紗枝
演 - ちすん
佐竹の先輩社員。
田所 ジェニファー
演 - ロバータ
佐竹の先輩社員。

### 旅館夕里
大河原 百合（おおがわら ゆり）
演 - 有森也実
女将。高瀬が京都調査する中で出会い、彼女の旅行に対する思いを聞いて旅館の経営方針を改めたという過去がある。強い信頼関係で結ばれており、高瀬が関わるツアー客のために毎回部屋を用意している。
三浦 琴子
演 - 天翔りいら

### ゲスト
キャスト名横の表記は出演回。
第1話
- 松永 和彦（絵美の舅） - 西岡德馬
- 松永 絵美 - 入山法子
- 松永 幸子（絵美の姑） - 大塚良重
- 松永 太一（絵美の夫） - 是近敦之

第2話
- 大沢 ミノル - 東幹久
- 大沢 和美（大沢の妻） - 中島ひろ子
- 大沢 ほのか（大沢の娘） - 遠藤璃菜
- 夏目 志保（大沢の愛人） - 松本莉緒

第3話
- 倉石 亜紀（縁切りツアー参加者） - 遠山景織子
- 天地 魅和子（占い師） - 内田春菊
- 倉石 弘樹（亜紀の夫） - 窪塚俊介
- 小野寺 理子（縁切りツアー参加者） - かおりーん
- 大関 千穂（縁切りツアー参加者） - ガブリエルみき
- 北川 愛（縁切りツアー参加者） - 福嶋千明

第4話
- 春川 優也（俳優） - 桐山漣
- 美月 / 鈴千代（春川の高校時代の同級生・芸子） - 岩田さゆり
- 里見（春川のマネージャー） - NARU

第5話
- 丸山 美穂（川端の前妻） - 伊藤かずえ
- 大倉 孝彦（美穂の恋人） - 中林大樹
- 丸山 芽衣（美穂の娘） - 小久保結

第6話
- 迫田 健三（熟年婚活ツアー客・元刑事） - 村上ショージ（第9・11話）
- 水沼 康代 / 田野倉 滋子（熟年婚活ツアー客） - 山口美也子
- 須川 律子（熟年婚活ツアー客） - 中村久美
- 清水 幸作（熟年婚活ツアー客） - 藤原光博

第7話
- 阿久津 和也 - 大友康平
- 阿久津 葉月（阿久津の娘） - 竹富聖花
- 阿久津 瑞穂（阿久津の元妻・死去） - たくませいこ

第8話
- 小林 恒雄（小林鉄工所社長） - ダンカン
- 東田雄大（小林鉄工所従業員） - 榊原徹士
- マーク - チャド・マレーン
- 加賀見（「富士芝エレクトロニクス」社長） - 藤田宗久

第9話
- 芹沢 江利奈 - 佐藤藍子
- 佐野 裕樹（芹沢のマネージャー） - 鈴之助
- 山田 真紀子 - かとうかず子

第10話
- 新谷 敦子 - 杉田かおる
- 新谷 誠人 - 永田彬
- 牧村 留美 - 黒川芽以

第11話
- 真田 涼子 - 東ちづる（最終話）
- 谷本 茂子（ツアー参加者） - 岡まゆみ
- 住吉 靖子（ツアー参加者） - 山野海
- 石野 雄也（ツアー参加者） - 渡邉紘平
- 石野 真帆（ツアー参加者） - 花井瑠美
- 下川 秀雄（ツアー参加者） - 長原成樹
- リサ（ツアー参加者・覆面ブロガー） - サラ・マクドナルド

最終話
- 日暮 美園 - 篠田麻里子
- 長友 孝俊 - 佐藤祐基

## スタッフ
- 脚本 - 森ハヤシ、川嶋澄乃、森山あけみ、伊藤崇
- 音楽 - 井筒昭雄
- 監督 - 長江俊和、島崎敏樹、村松弘之、咲山翔
- 主題歌 - MYNAME「Stop the time」（よしもとアール・アンド・シー / YM3D）
- 助監督 - 亀谷英司
- 撮影 - 冨永健二、木村祐一郎
- 照明 - 加藤賢也
- 録音 - 下代宗太郎
- 編集 - こまたひろゆき、齋藤竜
- CG・タイトルバック制作 - NEBULA
- 旅行会社監修 - ティ・アイ・コンソーシア
- 京ことば監修 - 奈良井志摩
- ホームページ - 金澤みゆき（ytv）
- 番組宣伝 - 乙部恭子、小林杏奈、藤生朋子（ytv）
- チーフプロデューサー - 木谷俊樹（ytv）
- プロデューサー - 田中雅博（ytv）、仲良平（よしもとクリエイティブ・エージェンシー）、河角直樹（国際放映）
- アシスタントプロデューサー - 亀井俊徳（よしもとクリエイティブ・エージェンシー）、高江洲義貴（国際放映）、安部祐真
- 制作プロデューサー - 咲山翔
- 制作プロダクション - 国際放映
- 制作協力 - 吉本興業
- 制作著作 - 読売テレビ

## エピソードリスト
| 話数 | サブタイトル                                           | 初回放送日 | 脚本       | 監督     |
| --- | ------------------------------------------------------ | ---------- | ---------- | -------- |
| 第1話 | “伝説のトラベルマスター”京香登場!                      | 1月08日    | 森ハヤシ   | 長江俊和 |
| サンセットツアーズの新人社員・佐竹一郎は、初仕事として東京から来た工務店社長一家の引率を任せられる。初日から上手く行かず、旅行日程は段取り通りには進まず、会社に直接クレームを入れられてしまう。翌日以降の計画もまともに成り立つ気配がなく、途方に暮れていた佐竹のもとに、中央管理センターに所属する高瀬京香が現れた。佐竹は高瀬に話を聞くべく改めて中央管理センターに赴くが、その実態は問題のある社員が送り込まれる部署で、主な仕事もトイレ掃除や消毒液の入れ替えなど、雑用ばかりであった。こんな部署に仕事は頼めないと自分一人で作業を進めるが、結局良い案が浮かばず、再び途方に暮れる。しかし翌朝出勤すると高瀬により既に完成した計画がデスクにあり、高瀬の並々ならぬ実力を知る。高瀬ら中央管理センターの協力により翌日の引率は一見成功を収めたかに見えたが、彼女はこれは単なる家族旅行ではなく、息子夫婦の新婚旅行に親夫婦が付いてきていたことに気付く。 |                                                        |            |            |          |
| 第2話 | 家族旅行に愛人が乗り込んできた!?                       | 1月15日    | 森ハヤシ   | 長江俊和 |
| 家族旅行と愛人との旅行を両立させたいという大沢ミノルのために、佐竹が大沢一家、高瀬が夏目志保を別々に引率し、高瀬らとの綿密な打合せのもと、ミノルは哲男とともに二者を行き来する。しかし志保はそうしたミノルの行動から、彼の家族も京都に来ていることを察する。ある晩、志保は家族と自分のどちらを選ぶのか、ミノルに問う。 |                                                        |            |            |          |
| 第3話 | 縁切りツアーで夫婦愛が復活!?                           | 1月22日    | 川嶋澄乃   | 島崎敏樹 |
| 佐竹は有名な占い師・天地魅和子の「縁切りツアー」の補助添乗員を務めていた。しかしそんな中、妻のツアー参加を止めて欲しいと倉石弘樹がサンセットツアーズに懇願しに来る。高瀬は参加者を装って弘樹の妻・亜紀に夫婦仲について尋ねるも、その偽装工作は魅和子にばれてしまう。魅和子の占いによると、弘樹と亜紀の仲は最低の悪縁であり、今すぐ別れるべきであるとのことであった。 |                                                        |            |            |          |
| 第4話 | スターぶち切れ! 京都一の舞妓を!                        | 1月29日    | 森ハヤシ   | 島崎敏樹 |
| 有名若手俳優・春川優也の京都観光の引率を佐竹と彼のファンである高瀬が務めることになった。優也の横柄な態度に手を焼きつつも彼の京都案内を成功させる。しかしその晩、京都一の舞妓を呼んでこいという無茶な依頼を受ける。最初は舞妓修行をしたこともある沢村を舞妓として彼の前に出すも、京都一の舞妓じゃないという理由ですぐに退けさせられた。高瀬は彼の過去から、彼の求める京都一の舞妓を考える。 |                                                        |            |            |          |
| 第5話 | 前妻めぐる男のバトル!                                  | 2月05日    | 森ハヤシ   | 村松弘之 |
| 川端は、サンセットツアーズに訪れた娘・芽衣から、元妻の美穂が公認会計士の新たな恋人である大倉孝彦との再婚を考え、さらに2人がサンセットツアーズに京都観光の案内をしてもらおうとしていることを知り慌てる。元妻と恋人を別れさせたい川端は美穂と孝彦の観光プランに協力し、およそ目論見通りに事が進む。その夜、孝彦は美穂に別れを切り出し、翌日以降の「夕里」の宿泊をキャンセルした。大河原から連絡を受けた高瀬はすぐさま孝彦へ会いに行くが、彼の発した「嘘をつき続けるって辛いですね」という言葉の真意を考える。 |                                                        |            |            |          |
| 第6話 | 熟年婚活ツアーに隠された真実                           | 2月12日    | 森ハヤシ   | 村松弘之 |
| 佐竹は初めて婚活ツアーの添乗員を務めるが、毎度ツアーに参加しては下品な話や行動を繰り返す迫田という男に手を焼く。そこで中央管理センターは迫田と直接話をし、彼自身を変えるべくあらゆる策を講じる。ところがある時、同じくツアー常連の須川という女性から迫田と思われる男性からストーカーにあっているという相談を受ける。 |                                                        |            |            |          |
| 第7話 | お客様は視力を失ったカメラマン                         | 2月19日    | 森山あけみ | 島崎敏樹 |
| 宮田は佐竹に、視覚障害者の和也とその娘・葉月の阿久津親子の添乗計画作成を任せる。会って早々、葉月はある写真を佐竹に渡し、可能であればこの写真の場所を教えて欲しいと伝えた。自ら計画を立てるのが初めての佐竹は彼らのために手を尽くすが、和也は行く先々で佐竹にイチャモンを付け、とうとう親子喧嘩に発展する。実は和也はカメラマンだったが、浮気性が災いして家族崩壊し、交通事故で視力を失ってからも女遊びを続け、妻を病気で亡くしていた。写真はそんな和也が最後に撮った家族写真だったという。葉月が和也を京都へ連れだした理由に気付いた高瀬は、二人を写真の地、薭田野神社へと案内する。 |                                                        |            |            |          |
| 第8話 | 町工場の"超激安"社員旅行の奇跡                         | 2月27日    | 川嶋澄乃   | 島崎敏樹 |
| 宮田が巨大電機メーカー・富士芝エレクトロニクスの幹部旅行の依頼を引き受けた一方、佐竹は一泊二日29800円のツアーを5000円に値切ってほしいという小林製作所の社員旅行を引き受けることになった。しかも値切りのことは製作所の社員には内緒にしろという。佐竹は高瀬とともに苦慮してツアープランを組み直したが、朝から社員の一人・東田の機嫌が悪い様子であった。そんな中、関西弁を話すバックパッカー姿の外国人・マークが彼らの周りをうろつき回る。旅先で次々と問題を起こす東田であったが、高瀬は小林の息子・拓海から彼は普段からあのような人間ではないことを知る。実は、小林製作所の仕事の八割が富士芝への部品提供であるにもかかわらず、富士芝が小林製作所との提携を解消することになり、小林は資金繰りに苦慮していたのであった。東田は小林が銀行と電話しているのを聞き、小林を守るために「青鬼」の役を演じていたのである。高瀬は宮田のツアーで運転手をしていた川端に連絡して小林と富士芝の社長・加賀見を対面させ、小林の声を加賀見に直接伝えるも、望んだ結果とはならなかった。しかし、マークはスーツ姿で突如小林らのいる「夕里」を訪れる。 |                                                        |            |            |          |
| 第9話 | セレブ女社長の京都おばんざいツアー                     | 3月05日    | 伊藤崇     | 咲山翔   |
| 佐竹は、サンセットツアーズの常連でとんでもないツアークレーマーの芹沢ビューティーカンパニー社長・芹沢江利奈のガイドを勤める。佐竹は芹沢の希望通りおばんざいを出す料亭へ連れて行くが、どの店でもかぶら蒸しを一口食べただけで席を立ち、結果4日の予定が1日で終わる。翌日、高瀬が紹介した料亭でも同じ結果に。実は芹沢は、出された料理が観光客向けに味を変えられているとわかると、食べるのをやめていたのだ。「夕里」にも立ち寄るが、そこで出会った家族連れの野菜嫌いな息子のために料理を作る。彼女が作った大根のうさぎが乗ったかぶら蒸しは大河原も「本来の味をよく再現出来ている」と絶賛。芹沢と京都の深い縁を感じた高瀬は、芹沢のマネージャー・佐野に事情を聞く。実は彼女は京都で生まれながら5歳で芹沢家の養子に取られ、「須崎美也子」という名前とかぶら蒸しを頼りに生き別れた母親を探すべく、京都を何度も訪れていたのだという。そんな中、佐竹は川端と共に訪れた食堂で、おばんざいの上に大根のうさぎが乗っているのを見つける。翌日高瀬と佐竹がその食堂へ芹沢を連れて行く。案の定彼女はそのかぶら蒸しに反応し、一人で食堂を切り盛りする山田真紀子に須崎美也子を知らないか尋ねるも、実は10年前に交通事故で他界したという。納得がいかない高瀬は、迫田にある調査を依頼する。                                                |                                                        |            |            |          |
| 第10話 | 鬼母が婚前旅行に乗り込んできた!                        | 3月12日    | 川嶋澄乃   | 亀谷英司 |
| |                                                        |            |            |          |
| 第11話 | 美人常務のリストラ祭りで中央管理センターがついに解散!? | 3月19日    | 森ハヤシ   | 咲山翔   |
| 東京本社の真田常務が社員を見に西日本本社を訪れる。宮田は自分の株を上げるべく、人気旅ブロガーに目をつけられた自社のツアーに佐竹を参加させ、自ら添乗員を務める傍らそのブロガーを探し出させることにした。中央管理センター一同でツアーに参加し、下川と谷本＆住吉ペアの2組に目を付ける。その日更新されたブログを確認すると、料理の写真にエビが写っていないことから、アレルギーを申し出ていた下川と確信。それを聞いた宮田は翌日から下川だけを優遇するが、その日のブログにも悪い評価を書き込まれ、それを真田に問い詰められると全て佐竹のせいにし、添乗員業務も押し付けた。翌日、谷本と住吉は、自分たちがそのブロガーであると佐竹に告げそれをダシにわがままを押し通そうとするが、彼は客全員のためにと決して屈さず、ツアーは全て予定通り終わった。するとブログには良い評価が書かれ、真田の目にも入った。実はブロガーは日本語を理解できない風に装っていた外国人のリサだった。そんな中、かつて自らに背き地位を失った高瀬が中央管理センターにいると知った真田は、もう一度いっしょに仕事をしないかと提案するが、高瀬はそれを断った。すると真田は中央管理センターの廃止を宣言する。 |                                                        |            |            |          |
| 最終話（第12話） | トラベルマスター最大の危機!                            | 3月27日    | 森ハヤシ   | 咲山翔   |
| 遂に中央管理センターの廃止が決定した一方、佐竹は東京本社海外旅行課異動の条件として、東京本社の社長令嬢・日暮美園の婚前旅行ツアーを担当する。しかし日暮は一日中文句をつけ、高瀬への交代を命じる。ところが日暮の婚約者が高瀬の元カレ・長友孝俊だと知ると、高瀬はその依頼を断った。翌日大河原は佐竹に高瀬の過去を話す。その翌日、日暮は長友との口論の後、失踪する。依頼を渋る高瀬だったが、川端と沢村の説得で考えを改め、中央管理センターのためにと佐竹らと共に捜索に協力する。高瀬は長友が自分と疎遠になっている間元カノと遊んでいたことや、日暮が本当に長友の良き妻になろうとしていたことに気付いており、長友のだらしなさにうんざりしていたのであった。高瀬らが部署の存続に躍起になる中、桜庭は真田の元へ赴く。真田は貴船神社で日暮を発見した高瀬らの元に桜庭とともに現れ、そこで佐竹に「合格」を言い渡す。そこで佐竹は全ての現状維持を希望するも、真田はそれをはねのけた。その晩、高瀬は真田に自身の思いを伝え、川端に説得された宮田もこれまでの自分の考えを改めて自ら中央管理センターの実績を提出した。そして、桜庭の希望で中央管理センターは存続が決定、佐竹もそこに移動することになった。実は中央管理センターは、真田の前に常務を務めていた桜庭より設立された部署で、自ら選んだ社員をそこへ集めていたのだった。 |                                                        |            |            |          |

### ロケ地
特記のない限り全て京都府京都市。
第1話
大報恩寺（上京区）
京都で唯一、一切の戦火を逃れ平安時代から建築当初のままで残る建築物。工務店を営む松永一家は現代でも通用するその建築様式に感嘆した。
平安神宮（左京区）
高瀬は松永一家を広大な境内で自由に観光させ、和彦、絵美と太一、幸子を別々に行動させた。

第2話
法観寺（東山区）
高瀬は参道沿いに並ぶ店を利用して和美と志保を会わせないようにした。
櫟谷七野神社（上京区）
夫婦愛にご利益のある神社。旅の最後、櫟谷七野神社と後述の梅宮大社のどちらに行くか決断を迫られたミノルはここを選択し、和美と観光した。
梅宮大社（右京区）
子孫繁栄を祈願した神社で、ミノルが和美のいる櫟谷七野神社を選んだことを知った志保はここでミノルを諦め、次の恋を決心した。

第3話
鉄輪（かなわ）の井戸（下京区）
縁切り井戸として知られている井戸で、魅和子は参加者をここに案内し、参加者は入れ替わり立ち代り日頃の縁切りへの願望を井戸に向かって叫んでいた。
法雲寺（中京区）
安井金比羅宮（東山区）
同じく魅和子が参加者を案内した地。表からくぐると悪縁が切れるという縁切り縁結び碑（いし）がある。弘樹が愛の言葉を叫びながら亜紀を阻止するという計画を立てていたが、実際は高瀬が割り込んで亜紀を阻止するのみに留まった。遅れて到着した弘樹は亜紀に碑をくぐらないよう懇願するが、最終的に亜紀は碑をくぐってしまう。しかしツアーが終わった晩、亜紀が一人で密かにここを訪れることを察知した高瀬は、弘樹らとともにここで待ちぶせた。

第4話
- 将軍塚青龍殿（山科区）

第5話
- 地主神社（東山区）
- 首塚大明神（西京区）
- 晴明神社（上京区）

第6話
- 八大神社（左京区）
- 貴船神社（左京区）

第7話
嵐山（右京区・左京区）
竹林の小径
愛宕念仏寺（右京区）
薭田野神社（亀岡市）
重い病を鎮めたり意欲と気力を授けてくれるという言い伝えのある神社。瑞穂は生前、家族旅行でここを訪れた際、自ら患った癌を案じて癌封治瘤の木や必勝祈願の石に必死に願掛けをしていた。葉月はそんな母の姿を覚えており、同時に和也もそのような瑞穂の思いを汲み取ってやれなかったことを悔やんでいた。

## 映画
『五つ星ツーリスト THE MOVIE 〜究極の京都旅、ご案内します!!〜』（いつつぼしツーリスト ザ・ムービー きゅうきょくのきょうとたび、ごあんないします）は、2015年11月7日に公開された本作の映画化作品。「島ぜんぶでおーきな祭 -第7回沖縄国際映画祭-」と第2回京都国際映画祭にて先行上映。

### キャスト（映画）
- 高瀬 京香 - 渡辺直美
- 佐竹 一郎 - 山本裕典
- 大河原 百合 - 有森也実
- 川端 哲男 - 寺島進
- 沢村 紅葉 - 高月彩良
- 桜庭 兵一 - 綾田俊樹
- ハンス監督 - リー5世
- 千尋 - 小島藤子
- 千尋の彼氏 - 浅香航大

### スタッフ（映画）
- 監督：島崎敏樹
- 脚本：森ハヤシ
- 監修：長江俊和
- 音楽：井筒昭雄
- 主題歌：MYNAME「Stop the time」

## その他
- 2015年2月15日付の読売新聞の日曜版「よみほっと」（東京本社発行分）に本番組の新聞広告を掲載した際“今週木曜夜11時59分”とすべき所を、“今夜11時59分”と誤植された。これを受けて翌16日付の読売新聞本紙に誤植に対しての謝罪・訂正広告を掲載した。
- 毎回WILLER EXPRESSの車両が番組内に出没し、WILLER TRAVELのフリーペーパーWILLER MAGAZINE2015年春号（WILLER MAGAZINEはWILLER EXPRESS車内の座席ポケット・WILLERバスターミナル新宿西口&大阪梅田・京都丹後鉄道主要駅のラック（京都丹後鉄道は2015年春号より配布開始）に設置）に出演者のインタビュー記事が掲載される。
- ドラマ放送中、当ドラマの登場人物が演じるセガネットワークスのCMが放送された。
- 沖縄県を放送対象地域とするTBS系列の琉球放送（RBC）では、遅れネットで2016年4月6日より毎週水曜13:55-14:55の枠で放送開始。